# Jason Terry
Jason Eugene Terry (ur. 15 września 1977 w Seattle) – amerykański koszykarz, występujący na pozycji rzucającego obrońcy, mistrz NCAA (1997) oraz NBA (2011), po zakończeniu kariery zawodniczej trener koszykarski, obecnie asystent trenera Utah Jazz.
Jason został wybrany z numerem 10. w drafcie 1999 przez Atlanta Hawks. W swoim pierwszym sezonie opuścił tylko jedno spotkanie, ale w większości był rezerwowym. Zdobywał średnio 8 punktów w meczu. W kolejnych sezonach zdobył uznanie w oczach szkoleniowców i był kluczowym graczem Hawks. W przeciągu następnych 4 sezonów opuścił ledwie 14 spotkań drużyny z Atlanty. Po 5 sezonach zdecydował się na przeprowadzkę do Teksasu by reprezentować barwy Dallas Mavericks. W sezonie 2005/06 zdobył razem z Mavs tytuł Mistrza Konferencji Zachodniej oraz Wicemistrza NBA.
Po sezonie 2008/2009 został uznany najlepszym rezerwowym ligi. Następnie przez dwa lata z rzędu zajmował drugie miejsce w głosowaniu na najlepszego „szóstego” zawodnika NBA.
8 maja 2011 w 4 meczu 2 rundy playoff przeciwko Los Angeles Lakers trafił 9 „trójek”, co jest rekordem w tej fazie rozgrywek. 13 czerwca 2011 roku został mistrzem NBA z Mavericks. 3 lipca 2012 podpisał kontrakt z Boston Celtics.
12 lipca 2013 wziął udział w wymianie między Celtics i Brooklyn Nets, przez którą on, Paul Pierce, Kevin Garnett i D.J. White trafili do Nets, a do Celtics przeszli Kris Humphries, Gerald Wallace, Kris Joseph, MarShon Brooks, Keith Bogans i wybory w pierwszej rundzie draftu 2014 i 2016.
19 lutego 2014, Terry, wraz z Reggie Evansem, został wytransferowany do Sacramento Kings w zamian za Marcusa Thorntona.
17 września 2014, wraz z wyborami w drugiej rundzie przyszłych draftów, został wytransferowany do Houston Rockets w zamian za Alonzo Gee i Scotty’ego Hopsona.
Jest jednym z ponad 40 zawodników w historii, którzy zdobyli zarówno mistrzostwo NCAA, jak i NBA w trakcie swojej kariery sportowej.
22 sierpnia 2016 podpisał umowę z klubem Milwaukee Bucks.
30 maja 2020 został asystentem trenera w uniwersyteckiej drużynie Arizona Wildcats. 19 sierpnia 2021 objął drużynę Grand Rapids Gold jako główny trener. 28 września 2023 dołączył do sztabu szkoleniowego Utah Jazz.

## Osiągnięcia
Na podstawie, o ile nie zaznaczono inaczej.
NCAA
- Mistrz:
  - NCAA (1997)
  - sezonu regularnego konferencji Pac-10 (1998)
- Uczestnik rozgrywek:
  - Elite Eight turnieju NCAA (1997, 1998)
  - Sweet Sixteen turnieju NCAA (1996, 1997, 1998)
  - turnieju NCAA (1996–1999)
- Koszykarz Roku:
  - NCAA według Basketball Times (1999)
  - konferencji Pacific-10 (1999)[14]
- Zaliczony do:
  - I składu:
    - All-American (1999)
    - Pac-10 (1999)

  - All-Pac-10 Freshman Honorable Mention (1996)

NBA
- Mistrz NBA (2011)
- Najlepszy rezerwowy roku NBA (2009)[15]
- Zaliczony do II składu debiutantów NBA (2000)[16]
- Zawodnik tygodnia NBA (23.01.2005)
- Uczestnik:
  - Rising Stars Challenge (2001)
  - konkursu rzutów za 3 punkty (2006, 2007)

Reprezentacja
- Mistrz Igrzysk Dobrej Woli (2001)[17]